# 亨利·埃伯哈特
亨利·埃伯哈特（法語：Henri Eberhardt，1913年11月27日—1976年7月4日），法国男子皮划艇运动员。他曾代表法国参加1936年和1948年夏季奥林匹克运动会皮划艇比赛，共获得一枚银牌和一枚铜牌。